# 北部湾城市群
北部湾城市群是中国沿华南最大海湾北部湾而设的跨区域城市群，规划范围包括广西壮族自治区南部、广东省西部、海南省西北部的22个县市，陆域面积11.66万平方公里，海岸线4234公里，总体定位为面向东盟、服务“三南”（中国西南、中南、华南）、宜居宜业的蓝色海湾城市群。2017年1月20日，国务院批复《北部湾城市群发展规划》。

## 规划范围
- 广西壮族自治区：南宁市、北海市、钦州市、防城港市、玉林市、崇左市
- 广东省：湛江市、茂名市、阳江市
- 海南省：海口市、儋州市、东方市、澄迈县、临高县、昌江县

## 框架
- 一湾：以北海、湛江、海口等城市为支撑的环北部湾沿海地区
- 双轴：南北钦防、湛茂阳城镇发展轴
- 一核：南宁核心城市
- 两极：以海口和湛江为中心的两个增长极

## 产业

### 高端装备制造产业集群
- 轨道交通、通用航空、汽车制造重点布局在南宁、湛江、钦州、海口
- 港作机械、轻型飞机重点布局在钦州、防城港
- 工程机械重点布局在玉林
- 游艇制造重点布局在防城港
- 海洋工程、海洋装备制造、港口设备制造重点向沿海港口地区集中
- 冶金设备制造重点布局在湛江、茂名

### 冶金石化产业集群
- 湛江钢铁基地
- 阳江高端不锈钢产业基地
- 有色金属冶炼、原油加工、油气开发和精细化工、化工新材料等产业重点向沿海产业基础较好的少数城市集中

### 电子信息产业集群
- 南宁—钦州—北海电子信息核心产业带

### 旅游产业集群
- 邮轮游重点布局在海口、北海
- 滨海游重点布局在海口、北海、钦州、防城港、湛江、茂名、阳江
- 养生游重点布局在北海、海口、湛江
- 以崇左、防城港为重点打造边关风情旅游发展带

## 历史
2000年11月，广东省湛江市、海南省海口市、广西壮族自治区北海市便发起成立了北部湾经济合作组织，旨在推动北部湾城市群一体化发展。
2008年2月，国家批复实施《广西北部湾经济区发展规划》，提出把广西北部湾经济区建设成为重要国际区域经济合作区，成为全国第一个国际区域经济合作区。
2017年1月20日，国务院批复《北部湾城市群发展规划》。

## 相关链接
- 《北部湾城市群发展规划 （页面存档备份，存于）》